# Нижнечулымский сельсовет
Нижнечулымский сельсовет — сельское поселение в Здвинском районе Новосибирской области Российской Федерации.
Административный центр — село Нижний Чулым.

## История
Статус и границы сельского поселения установлены Законом Новосибирской области от 2 июня 2004 года № 200-ОЗ «О статусе и границах муниципальных образований Новосибирской области»

## Население
| 1985  | 1987  | 2002  | 2004  | 2005  | 2006  | 2007  |
| ----- | ----- | ----- | ----- | ----- | ----- | ----- |
| 1467  | ↘1421 | ↘1266 | ↘1232 | ↘1209 | ↘1109 | ↗1156 |
| 2008  | 2009  | 2010  | 2012  | 2013  | 2014  | 2015  |
| ↗1271 | ↘1180 | ↘1127 | ↘1118 | ↘1105 | ↘1099 | ↘1073 |
| 2016  | 2017  | 2018  | 2019  | 2020  | 2021  |       |
| ↘1057 | ↘1030 | ↘1020 | ↘1001 | ↘966  | ↘953  |       |

## Состав сельского поселения
| № | Населённый пункт | Тип населённого пункта       | Население |
| - | ---------------- | ---------------------------- | --------- |
| 1 | Нижний Чулым     | село, административный центр | ↗882      |
| 2 | Хапово           | деревня                      | ↘245      |

### Упразднённые населённые пункты
- Высокая Грива — упразднённый в  1971 году посёлок.
- Ягодный — упразднённый в  1953 году посёлок.